# Casal Solleric
El Casal Solleric (més genuïnament Can Solleric o Can Morell) és una casa senyorial de Palma situada al passeig del Born. És un centre d'exposicions i és propietat de l'Ajuntament de Palma. També té entrada pel carrer de Sant Gaietà, que era l'antiga entrada principal.
L'any 1764 Miquel Vallès d'Almadrà i Orlandis, marquès de Solleric, una vegada enderrocat Can Cifre en va encarregar la construcció. Passà a ser propietat de la família Morell quan el marquès morí sense descendència l'any 1790, i fou heretat pel seu nebot Pere Joan Morell i Vallès d'Almadrà, i de llavors ençà també rep el nom de Can Morell. El 1975 la comprà l'Ajuntament per a fer-ne un centre d'exposicions.

## Història
El casal actual és el resultat de l'annexió de diverses cases. A l'origen hi ha les cases de Can Cifre, d'on prové el nom del carreró adjacent a la casa i la que heretà Marc Antoni Vallès d'Almadrà i de Berga, el promotor de la casa actual. Can Cifre fou una casa llarga i estreta comprada per Antoni Cifre, paraire, a Pere Alemany, mercader, l'any 1581, que ocupava la cantonada dels actuals carrers de Sant Gaietà i de Can Cifre. Llavors la casa contenia l'obrador d'Antoni Cifre, situat als baixos, mentre que l'habitatge se situava a la primera planta. Antoni Cifre morí el 1590 i deixà la casa al seu primogènit Antoni Cifre i Jubí. Antoni Cifre i Jubí va exercir de jurat per l'estament dels mercaders el 1598, i el 1613 obtengué el privilegi de ciutadania. El 1611 havia adquirit d'Elisabet Llodrà, viuda de Joan Vatlori, una part de les seves cases a l'altra banda del carreró, i les va unir amb un pont de fusta; a més, hi va fer obra i hi va construir algunes sales i estances.
L'hereu d'Antoni Cifre i Jubí fou la seva sola filla, Margalida Cifre i Creus, casada amb Miquel Reus de Solleric, també mercader i ciutadà militar. Però a la mort d'Antoni el 1643 Margalida ja era morta, i el seu espòs actuà com a legítim administrador dels seus fills. Heretà la seva filla Catalina Reus de Solleric i Cifre, i el seu pare Miquel establí un fideïcomís amb gravamen de llinatge i armes a favor de la filla i els successors. A partir d'aquest moment s'uniren les propietats de Solleric i les cases de Can Cifre. Catalina es casà amb Marc Vallès d'Almadrà, ciutadà militar a partir de 1647 i també d'origen mercader. Va morir el 1682 i establí un altre fideïcomís amb les mateixes condicions que el seu pare amb el seu fill Miquel Reus de Solleric Vallès d'Almadrà com a beneficiari. Aquest es va casar amb Mònica de Berga i Canals, neta del capità Canals per part de mare i de la casa de Berga per part de pare, de manera que el matrimoni suposà un enriquiment per la família i per la casa. Miquel no va fer grans modificacions però va adquirir l'edifici adjacent, que era molt més gran. Morí el 1694.
El seu fill fou Marc Antoni Reus de Solleric Vallès d'Almadrà i de Berga, que rebé un gran patrimoni en herència dels Reus de Solleric i els Vallès d'Almadrà, per part de pare, i dels Berga i els Sales, per part de mare i del seu oncle matern. Marc Antoni va ser un destacat filipista que fou nomenat regidor perpetu de l'Ajuntament el 1718. Uní les dues cases que heretà i n'afegí unes altres de menors comprades al mercader Joanot Mir el 1740, situades a l'altra banda del pontet. Llavors l'entrada era pel carrer de Sant Gaietà, mentre que a la banda del Born hi havia un hort gran. Marc Antoni s'havia endeutat molt oferint suport a Felip V i no pogué dur a terme cap reforma important. Morí el 1764 i heretà el seu fill, el gran promotor de la casa barroca.
Miquel Vallès d'Almadrà i Orlandis, fill de l'anterior, fou un home il·lustrat que s'enriquí amb el comerç i l'exportació de l'oli que produïa a les seves possessions a Alaró a Puerto Rico, l'Havana i Marsella. Mantengué correspondència i bona relació amb el rei Carles III i d'ell obtengué el títol de marquès de Solleric. El mateix 1764 quan heretà del seu pare començà l'obra que havia de convertir les antigues cases de Can Cifre i adjacents en un palau barroc a l'altura d'un marquès de la seva posició.
Miquel Vallès d'Almadrà va morir el 1790 i no va deixar fills. Se succeïren nombrosos plets entre els fills de les seves germanes, i finalment el 1800 se sentencià a favor de Pere Joan Morell i Vallès d'Almadrà, fill de Jeroni Morell i de Berard, qui heretà Can Solleric i la possessió de Solleric, i a la seva mort el 1807 heretà el seu fill Jeroni Morell i de Bordils. La casa va romandre totalment buida fruit del repartiment de l'herència, però fou moblada de nou pels Morell i esdevengué una de les cases més esplendoroses de Palma.
Els següents propietaris, Faust Morell i Orlandis, Faust Morell i Bellet i Faust Morell i Gual, mantengueren l'esplendor i convertiren el casal en centre de reunions culturals i artístiques. A la mort del darrer el 1963, la família abandonà la casa i la museïtzà. El 1975 la comprà l'Ajuntament de Palma i fou objecte de restauracions durant els anys vuitanta i noranta.

## Arquitectura
Per a la consecució de les reformes desitjades fou necessari esbucar les cases preexistents. Les obres degueren començar a mitjan 1764 i, per tant, promogudes per Miquel Vallès d'Almadrà i Orlandis. L'obra de l'edifici s'atribueix a Gaspar Palmer, mentre que la forja i la decoració escultòrica és de l'artista Antonio Soldati. La influència italiana al casal destaca sobretot per la forja de la façana i del pati interior, el sòtil de la galeria i per la cambra de bany del marquès. Denota modernitat el fet que la façana principal sigui la del Born, pel fet que fins ben entrat el segle xvii fou més aviat el llit d'un torrent que no pas un passeig.
L'edifici s'allunya de la tipologia de casal mallorquí en diversos aspectes, però manté la tipologia de tres plantes:
- Planta baixa: on trobam el pati rectangular amb columnes de capitell de marbre rosa, i les cotxeres.
  - Entresol: s'hi accedeix des del pati i hi trobam un gran nombre d'habitacions.
- Planta noble: on trobam 29 habitacions, des de dormitoris a sales, menjadors, cuina-bugaderia o fins i tot una capella amb sagristia. Cal destacar la lògia del Born amb cinc arcs que es troba a la façana principal.
- Porxo.

## Ús de l'edifici
D'ençà de la construcció fins a principi del segle xx, l'edifici s'emprava tan sols com a residència dels seus propietaris. Fou llavors quan es decidí aprofitar per llogar les cotxeres per a altres usos (cafeteria, seu d'entitats, sucursal bancària, botiga, etcètera). L'any 1932 fou declarat monument historicoartístic. La família Morell hi visqué fins al 1968. I l'any 1975 fou adquirit per l'ajuntament de Palma. El palau va ser sotmès a un seguit de reformes i es va habilitar com a centre d'exposicions. A més, a la planta baixa disposa d'una cafeteria i d'una llibreria (tancada el juny de 2014). Les seves exposicions han girat majoritàriament al voltant de l'art contemporani, acollint artistes com Joan Miró, Josep Guinovart o Robert Motherwell. Així també, s'hi han dut a terme altres tipus d'exposicions d'artistes mallorquins (Antoni Gelabert Massot, Ricard Ankerman, etcètera) a més d'altres actes culturals.